# Клара Ітон Каммінгс
Клара Ітон Каммінгс (1855–1906) — американська вчена, ботанік, бріолог, міколог, письменниця.

## Життєпис
Каммінгс народилася 13 липня 1855 року у Плімуті, Нью-Гемпшир. У 1876 році вона вступила в жіночий коледж вільних мистецтв Веллслі, лише через рік після відкриття закладу.
Каммінгс в першу чергу вивчала криптогамні (споророзмножувальні) рослини, такі як  мохи та лишайники. Вона описала сотні екземплярів лишайників, але була «дуже консервативною» щодо визначення нових видів. Значна частина її робіт з'явилася в книгах інших ботаніків, проте у 1885 році вона опублікувала каталог печіночників і мохів Північної Америки.
У 1878 році вона почала працювати куратором ботанічного музею у Веллслі, та доцентом ботаніки протягом 1879 навчального року. У 1886-1887 роках вона навчалася у доктора Арнольда Доделя у Цюрихському університеті, де вона виконувала приватну роботу та готувала діаграми для Cryptogamic Botany illustration. Перебуваючи в Європі, вона відвідувала різні ботанічні сади. Після повернення з Цюриха Каммінгс стала доцентом криптогамної ботаніки у Веллслі.
У 1904 році вона опублікувала каталог 217 видів лишайників Аляски, зібраних під час експедиції Едварда Гаррімана на Аляску. У каталозі було описано 76 видів лишайників, нових для Аляски, і принаймні два види, нових для науки.
У лютому та березні 1905 року Каммінгс здійснила подорож на Ямайку, де вона займалася збором зразків лишайників. Після її смерті ця колекція перейшла у Нью-Йоркський ботанічний сад.
Каммінгс була помічником редактораPlant World та членом Американської асоціації сприяння розвитку науки. Також вона була членом Товариства морфології та фізіології рослин та віце-президентом цього товариства у 1904 році.

## Окремі публікації
- Catalogue of Musci and Hepaticae of North America, North of Mexico (1885)[17]
- The Lichens of Alaska (1904)[18]